# Trombidiformes
Trombidiformes es un orden numeroso y diverso de ácaros, que comprende alrededor de 125 familias y más de 22.000 especies descritas.  El grupo tiene pocas sinapomorfías por las cuales se pueda definir, a diferencia del otro grupo importante de Acariformes, Sarcoptiformes. Sus miembros incluyen a los ácaros de importancia médica (como Trombiculidae) y de importancia agrícola, como Tetranychidae (también conocidos como tetraniquidos) y  Eriophyidae (también conocidos como eriófidos).  El orden Trombidiformes se divide en los subórdenes Sphaerolichida y Prostigmata.